# Логан (округ, Арканзас)
Ло́ган (англ. Logan County) — округ, расположенный в штате Арканзас, США с населением в 22 486 человек по статистическим данным переписи 2000 года. В округе 2 административных центра: Бунвилл и Парис.

## История
22 марта 1871 года Генеральная ассамблея Арканзаса приняла решение об образовании новой, 64-й по счёту, административной единицы Округ Сарбер, получившей своё название по имени сенатора штата от округа Йелл Джона Сарбера, внесшего эту резолюцию на рассмотрение Ассамблеи. В 1875 года название было изменено на современное округ Логан в честь одного из первых поселенцев Джеймса Логана.

## География
По данным Бюро переписи населения США округ Логан имеет общую площадь в 1896 квадратных километров, из которых 1839 кв. километров занимает земля и 57 кв. километров — вода. Площадь водных ресурсов округа составляет 2,96 % от всей его площади.

### Соседние округа
- Джонсон — северо
- Поп — северо-восток
- Йелл — юго-восток
- Скотт — юг
- Себасчан — запад
- Франклин — северо-запад

## Демография

Диаграмма распределения населения округа по возрастным диапазонам. Данные переписи населения 2000 года

По данным переписи населения 2000 года в округе Логан проживало 22 486 человек, 6 302 семей, насчитывалось 8 693 домашних хозяйств и 9 942 жилых домов. Средняя плотность населения составляла 12 человек на один квадратный километр. Расовый состав округа по данным переписи распределился следующим образом: 96,46 % белых, 1,05 % чёрных или афроамериканцев, 0,65 % коренных американцев, 0,15 % азиатов, 0,02 % выходцев с тихоокеанских островов, 1,28 % смешанных рас, 0,39 % — других народностей. Испано- и латиноамериканцы составили 1,21 % от всех жителей округа.
Из 8 693 домашних хозяйств в 32,90 % — воспитывали детей в возрасте до 18 лет, 58,70 % представляли собой совместно проживающие супружеские пары, в 10,10 % семей женщины проживали без мужей, 27,50 % не имели семей. 24,40 % от общего числа семей на момент переписи жили самостоятельно, при этом 12,50 % составили одинокие пожилые люди в возрасте 65 лет и старше. Средний размер домашнего хозяйства составил 2,53 человек, а средний размер семьи — 3,00 человек.
Население округа по возрастному диапазону по данным переписи 2000 года распределилось следующим образом: 25,90 % — жители младше 18 лет, 7,50 % — между 18 и 24 годами, 26,70 % — от 25 до 44 лет, 23,90 % — от 45 до 64 лет и 16,00 % — в возрасте 65 лет и старше. Средний возраст жителей округа составил 38 лет. На каждые 100 женщин в округе приходилось 98,40 мужчин, при этом на каждых сто женщин 18 лет и старше приходилось 94,20 мужчин также старше 18 лет.
Средний доход на одно домашнее хозяйство в округе составил 28 344 долларов США, а средний доход на одну семью в округе — 33 732 долларов. При этом мужчины имели средний доход в 24 472 долларов США в год против 18 681 долларов США среднегодового дохода у женщин. Доход на душу населения в округе составил 14 527 долларов США в год. 11,40 % от всего числа семей в округе и 15,40 % от всей численности населения находилось на момент переписи населения за чертой бедности, при этом 18,20 % из них были моложе 18 лет и 19,60 % — в возрасте 65 лет и старше.

## Главные автодороги
- AR 10
- AR 22
- AR 23
- AR 60
- AR 309

## Населённые пункты

### Города и посёлки
- Блу-Маунтин
- Бунвилл
- Колксвилл
- Мегезайн
- Моррисон-Блафф
- Парис
- Ратклифф
- Сабиако
- Скрантон

### Невключённые сообщества
- Каролан